# Lercio
Lercio è un sito satirico italiano di finte notizie di taglio umoristico, comico e grottesco che fanno il verso agli articoli tipici della stampa sensazionalistica. Praticando la parodia del giornalismo tradizionale, Lercio si inserisce nel filone internazionale della cosiddetta News satire.

## Storia
Ideato da Michele Incollu come parodia della free press Leggo, dal quale riprende il font del logo, il sito pubblica la sua prima notizia il 28 ottobre 2012.
Lercio è curato dal collettivo satirico Acido Lattico, che riuniva autori che si erano incontrati come frequentatori de La Palestra, sito di "formazione satirica" di Daniele Luttazzi aperto agli utenti del web. Gli autori del collettivo Acido Lattico costituiscono la prima redazione di Lercio.
Il 13 settembre 2014 ai Macchianera Italian Awards Lercio si rivela al grande pubblico vincendo il premio nelle categorie Miglior sito e Miglior battuta.
Nel novembre 2014 esce il libro Un anno Lercio: il 2014 come non l'avete mai letto pubblicato dalla casa editrice Rizzoli.

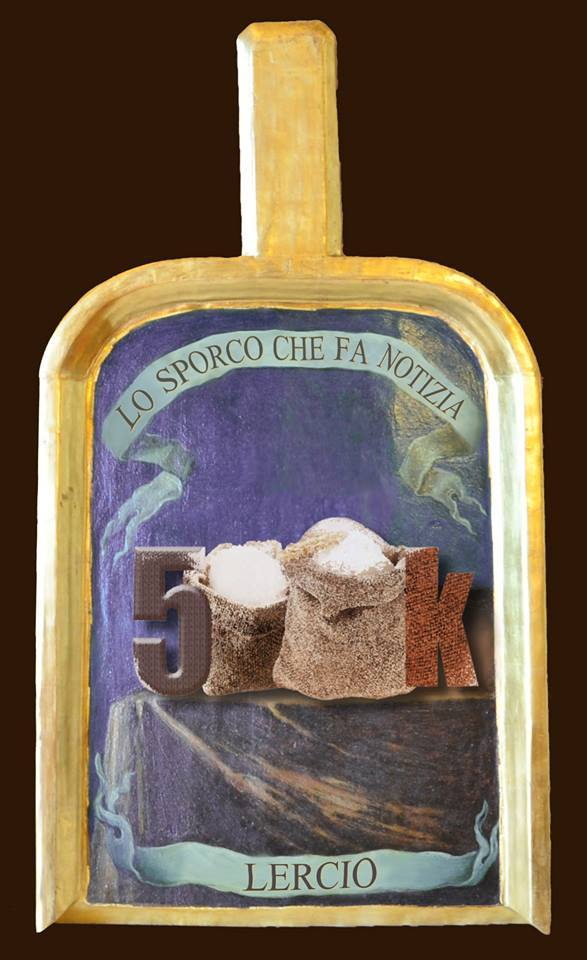
La pala dedicata a Lercio dall'Accademia della Crusca

Nel 2015, la prestigiosa Accademia della Crusca di Firenze, presa di mira in numerosi articoli, dedica a Lercio una delle sue celebri pale. Nello stesso anno, la redazione di Lercio riceve il Premio Satira Politica Forte dei Marmi per il Web e partecipa al Concertone del Primo Maggio di Roma con dei tg in video condotti da Simone Salis. L'anno successivo i redattori saranno presenti di persona per condurre i tg satirici sul palco, esperienza che si ripeterà per l'analogo evento di Taranto del 2018, di cui Lercio sarà anche sponsor etico.
Dal 6 marzo 2017, Lercio realizza il TG Lercio, trasmesso da DMAX.
Il 13 aprile 2017 esce il libro Lercio. Lo sporco che fa notizia. Il libro edito da Shockdom, con prefazione di Daniele Luttazzi e introduzione a fumetti di Sio.
Nell'agosto 2017 Lercio si esibisce con due show alla 25ª edizione del Sziget Festival di Budapest.
Dal 2018 inizia la collaborazione con celebri siti satirici di tutta Europa, come Der Postillon (Germania), Le Gorafi (Francia) e El Mundo Today (Spagna), scambiandosi e traducendo articoli.
Nel novembre 2018, partecipa a una missione in Etiopia nell'ambito di un progetto sotto l'egida di AMREF. Da questa esperienza viene ricavato un reportage in cui l'Africa viene vista con gli occhi di un sovranista dal nome Primo italico.
Il 6 dicembre 2018, con prefazione di Giobbe Covatta e copertina e disegni interni di Sara Pichelli, viene pubblicato, ancora per Shockdom, il volume Lercio. La storia lercia del mondo. I retroscena dell'umanità
Dal 28 gennaio 2019, nella libreria di Audible è disponibile Best of Lercio, una selezione dei migliori articoli pubblicati nei mesi precedenti.
Il 21 novembre 2019, il TG Lercio approda in RAI nella trasmissione Gli Stati Generali, condotta da Serena Dandini, in onda su RAI 3.
Il 20 maggio 2021, esce per la casa editrice People il libro Mock'n'troll. Mock journalism, troll, fake news e altri anglicismi a caso, da Benjamin Franklin ai giorni nostri.
Il 28 luglio 2020, esce per Rizzoli il libro quiz Vero o Lercio? Lo sporco che non ti aspetti.
Articoli del collettivo sono citati in saggi e libri di testo per la scuola. A luglio 2020, il sito dell'Istituto Treccani pubblica una disamina della satira metalinguistica presente negli articoli di Lercio.
Il 21 settembre 2021, per Fabbri Editore, esce Cerco amico scemo a cui regalare questo libro, il primo volume da colorare di Lercio, con annunci direttamente selezionati dalla Redazione.
Nel novembre 2021, all'interno della trasmissione televisiva Propaganda Live, condotta da Diego Bianchi e Makkox, arrivano I sondaggi di Lercio, immaginarie ricerche demoscopiche su temi di stretta attualità.
A febbraio 2023 e 2024, dopo l'esperienza come battitori liberi del 2022, i redattori di Lercio sono ufficialmente presenti all'interno di Casa Sanremo, nell'ambito del Festival della Canzone Italiana, con un loro spazio in cui hanno intervistato diversi protagonisti della gara.
Il 28 giugno 2024, di nuovo per People, Lercio ha pubblicato 70 grandi rompicazzo della storia (71 con te), una raccolta dl biografie surreali dedicate ai personaggi, e non solo, che nel bene e nel male hanno lasciato un segno nel mondo.
La redazione di Lercio interviene in istituti e università per parlare dei rapporti tra satira e fake news e ha partecipato a importanti festival in tutta Italia, tra cui il Cortona Mix Festival, Parole O_Stili, Prix Italia, Parole in Cammino - Il festival dell'Italiano, Futura Festival, Web Marketing Festival, Social Media Strategies, Maker Faire, il Festival internazionale del giornalismo di Perugia e il Festival Giornalisti del Mediterraneo.

## Radio
2014
- Lercio partecipa con LercioNews alla trasmissione #StaiSerena (Rai Radio 2), programma di Serena Dandini. Alla conduzione del finto telegiornale, a cadenza settimanale, c'è Simone Salis.
- Nell'estate 2014 Lercio è ospite di Selfie (Rai Radio 2), programma condotto da Michele Dalai e Camila Raznovich.

2015
- LercioNews di Lercio è presente nella trasmissione Radio 2 Social Club, programma di Luca Barbarossa, con cadenza quotidiana. La voce del finto telegiornale è di Simone Salis.

2016
- Lercio è presente con il TG Lercio nell'ambito di Radio2 Weekend, programma di Simone Salis.

2018
- Da settembre il TG Lercio è presente nell'ambito di La Versione delle Due su Radio2, condotto da Andrea Delogu e Silvia Boschero.

## Televisione
2017
- Tg Lercio (condotto da Simone Salis) su DMAX.

2019
- Tg Lercio (condotto da Guglielmo Favilla) in Stati Generali, su Rai 3.

2021
- Lercio Sondaggi in Propaganda Live, su La7.

## Premi e riconoscimenti
2014

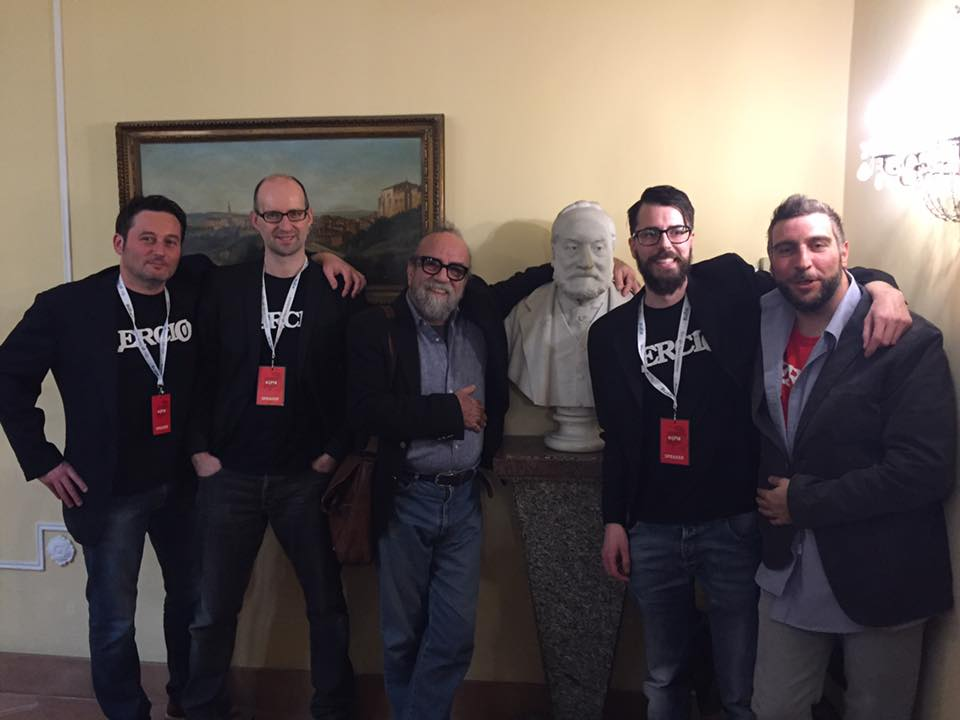
Alcuni redattori di Lercio insieme a Giobbe Covatta al Festival internazionale del giornalismo di Perugia

- Macchianera Italian Awards (categorie miglior sito e miglior battuta)

2015
- Macchianera Italian Awards (categorie miglior sito, miglior sito umoristico-satirico e miglior battuta)[13]
- Premio satira politica Forte dei Marmi per il Web[14]

2016
- Premio satira Carnevale di Viareggio
- Macchianera Italian Awards (categorie miglior sito, miglior sito umoristico-satirico e miglior battuta)[15]

2017
- Web Marketing Festival (categoria Digital Journalism)
- Macchianera Italian Awards (categorie miglior sito, miglior sito di satira e miglior battuta)[16]

2018
- Macchianera Italian Awards (categorie miglior sito di satira e miglior battuta)[17]

2019
- Premio "Massimo Troisi" per la miglior scrittura comica
- Premio Internazionale di Satira e Caricatura "Gabriele Galantara"
- Macchianera Italian Awards (categorie miglior sito, miglior sito di satira e miglior battuta)[18]
- Biennale dell'Umorismo di Tolentino (premio Accademia Social)

2020
- Premio per la comunicazione ComBag 2020 del comune di Bagheria

2021
- Magna Grecia Awards

2022
- Premio Funari - Il Giornalaio dell'anno da Libero Produzioni e la Fondazione Carnevale di Viareggio

## Curiosità
Nella storia "Topolino e le notizie di Mister Vertigo", scritta da Marco Nucci, con disegni di Fabrizio Petrossi, e pubblicata su Topolino 3375 del 29 luglio 2020, viene presentato il personaggio di Lester Lercio, webmaster di fuffa.com, il più celebre portale di bufale di Toponet, pronto anche a inventare notizie pur di darle prima degli altri giornalisti.
Titoli di Lercio sono apparsi nei film L'amore ai tempi di Sh.rek (2019) di Alessandro Derviso e Vivere (2019) di Francesca Archibugi.
Sul numero 4468 del 9 settembre 2021 de La Settimana Enigmistica, Lercio compare come una delle risposte delle parole crociate bifrontali di pag. 22.